# Morgan Johansson
Tomas Morgan Johansson, född 14 maj 1970 i Höganäs församling i Malmöhus län, är en svensk socialdemokratisk politiker. Han var justitieminister mellan 2014 och 2022, inrikesminister mellan 2021 och 2022, samt ställföreträdande statsminister mellan 2019 och 2022.
Han var dessförinnan folkhälsominister 2002–2006, migrationsminister 2014–2017 och 2019–2021, samt inrikesminister 2017–2019.

## Biografi
Morgan Johansson är son till plåtslagaren Tommy Johansson och undersköterskan Birgitta Johansson (född Månsson) och bror till författaren Tony Johansson. Han blev filosofie kandidat 1993 vid Lunds universitet. Han var ledarskribent vid Arbetet Nyheterna 1994–1997 och politiskt sakkunnig vid Statsrådsberedningen 1997–1998. Johansson har varit aktiv i religionsdebatten och skrivit ett flertal debattartiklar för förbundet Humanisterna där han även har varit styrelseledamot. Han har av Christer Isaksson beskrivits som tillhörande vänsterfalangen inom Socialdemokraterna.
Johansson är ordinarie riksdagsledamot sedan valet 1998, invald för Skåne läns södra valkrets. Han var ledamot i justitieutskottet 1998–2002 och vice ordförande i utskottet en kort period 2002. Han var folkhälsominister med placering i Socialdepartementet i regeringen Persson 2002–2006. Under sin tid på posten drev han igenom det rökförbud på restauranger och kaféer som infördes 2005.
Efter den socialdemokratiska regeringens avgång efter riksdagsvalet 2006 blev Johansson ledamot i konstitutionsutskottet och Europarådets svenska delegation 2006–2010. Därefter var han ordförande i justitieutskottet 2010–2014.

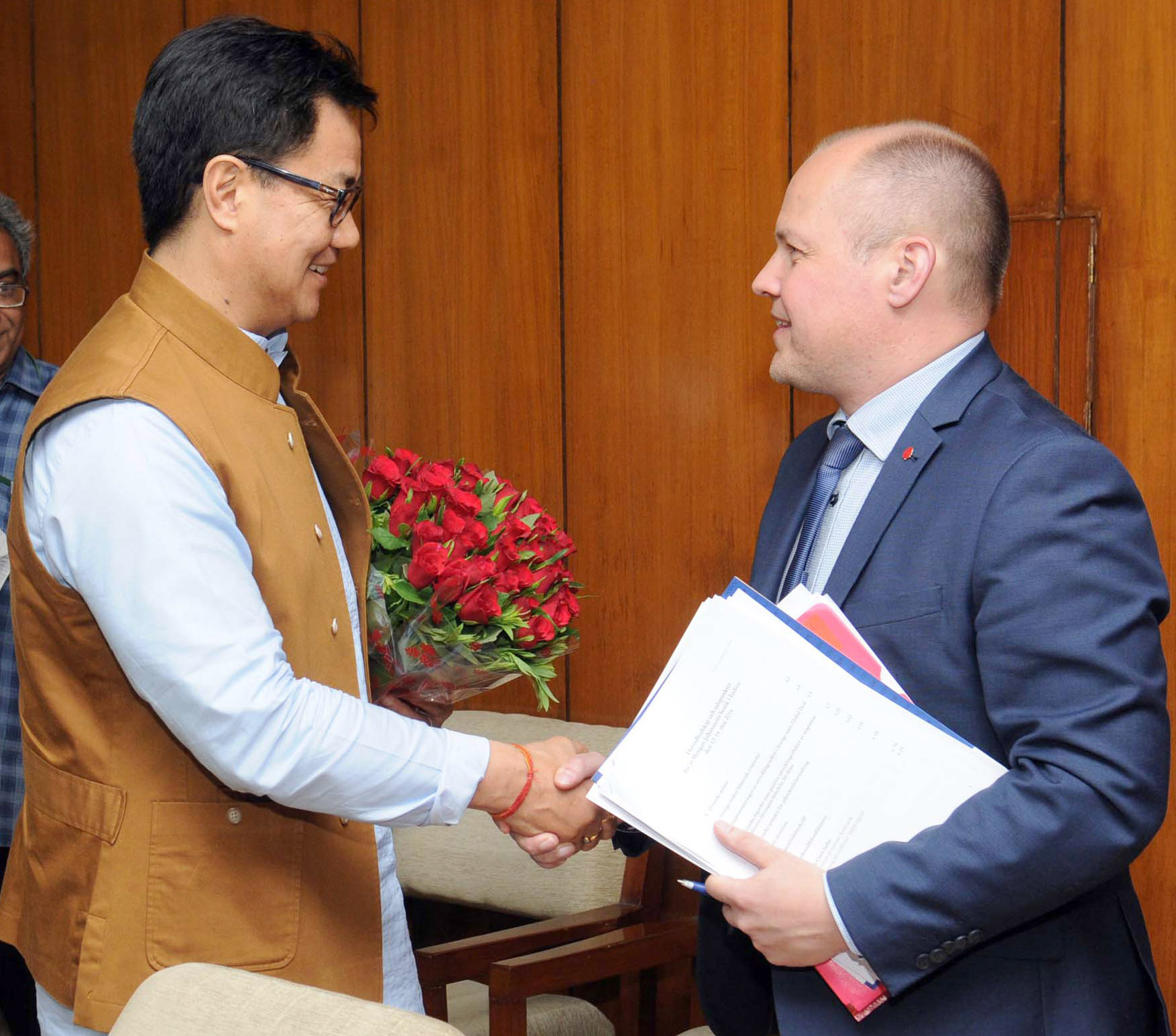
Morgan Johansson besöker Indiens inrikesminister, Shri Kiren Rijiju, i New Delhi i maj 2016.

Han var justitie- och migrationsminister 2014–2017 i regeringen Löfven I där han i samband med regeringsombildningen 2016 även fick ansvar för vapenexportfrågor. Han utsågs till justitie- och inrikesminister 27 juli 2017.
Under 2015 fick Johansson ägna mycket tid på migrationskrisen i Europa. Rekordmånga personer sökte asyl i Sverige vilket resulterade i att myndigheter och kommuner fick allt svårare att absorbera tillströmningen. För att "skapa andrum för svenskt flyktingmottagande" presenterade Johansson ett antal förslag som syftade till att kraftigt minska invandringen. Förslagen innebar att lagstiftningen utformades i enlighet med de minikrav som finns fastställda i internationella konventioner och i EU-rätten och omfattade bland annat tidsbegränsade uppehållstillstånd, begränsad rätt till anhöriginvandring och skärpta försörjningskrav.
Han var 2019–2021 återigen justitie- och migrationsminister i regeringen Löfven II och regeringen Löfven III. 2021–2022 var han på nytt justitie- och inrikesminister, nu i regeringen Andersson. I juni 2022 hölls en misstroendeomröstning om honom i riksdagen, där 174 ledamöter (samtliga ledamöter från Moderaterna, Sverigedemokraterna, Kristdemokraterna och Liberalerna) röstade för misstroende, vilket dock var en röst mindre än vad som hade krävts för att fälla Johansson.
Efter regeringens förlust i riksdagsvalet 2022 blev Johansson Socialdemokraternas utrikespolitiske talesperson och vice ordförande i utrikesutskottet.
Johansson är sedan 31 december 2022 gift med Emelie Karlsson.

## Utmärkelser
År 2014 utsågs Johansson till Årets Trygghetsambassadör av tidningen SecurityUser.com och tankesmedjan Säkerhet för Näringsliv och Samhälle (SNOS). Prisutdelningen skedde vid Skydd-mässan och i motiveringen stod bland annat att hans "pragmatiska och resultatinriktade förhållningssätt när det gäller kriminalpolitiska frågor gör honom till en stark röst för ett tryggare Sverige.".